# Isocyanwasserstoff
Isocyanwasserstoff ist eine instabile chemische Verbindung aus Wasserstoff, Stickstoff und Kohlenstoff. Es ist ein Tautomer von Cyanwasserstoff (HCN) und die Stammverbindung der Isocyanide. Seine Bedeutung auf dem Gebiet der Astrochemie hängt mit seiner Allgegenwart im interstellaren Medium zusammen.

## Geschichte
Der Nachweis seiner Existenz wurde erstmals 1963 von D. E. Milligan und M. E. Jacox erbracht, die sein Infrarotabsorptionsspektrum nach der Photolyse von Methylazid in einer Argonmatrix bei 4 K beobachteten. Später berichteten die Autoren, dass ähnliche Absorptionsbanden bei der Photolyse von HCN in einer Argon- und Stickstoffmatrix bei 14 K entstehen. 1971 berichteten L. E. Snyder und D. Buhl über die Beobachtung einer neuen interstellaren Emissionslinie mit der Bezeichnung U90.7 bei 90665 ± 1 MHz bei einigen Radioquellen. Nach einer Anregung von Herzberg bezüglich der interstellaren X-ogen-Linie U89.2, wurde festgestellt, dass die Zuordnung der U90.7-Linie als J = 1→0 Übergang von HNC einen nicht unvernünftigen Bereich von Strukturparametern für diese Spezies impliziert. Ab-initio-Berechnungen zu HNC wurden von J. Barsuhn, P. K. Pearson et al. und W. P. Kraemer et al. durchgeführt und ergaben eine Struktur und damit eine Rotationskonstante, die mit der Zuordnung der beobachteten interstellaren Linie zu HNC übereinstimmt.

## Vorkommen
Isocyanwasserstoff wurde im interstellaren Gas und auf Titan nachgewiesen.
Isocyanwasserstoff ist das wesentlich energiereichere Isomer von Cyanwasserstoff und findet sich etwa genauso häufig in kaltem interstellarem Gas wie dieses, wobei Cyanwasserstoff bei den tiefen Temperaturen im freien Raum eigentlich weit überwiegen sollte. Lange vermuteten die Forscher, dass letztlich die ionisierende Strahlung, die das Weltall durchdringt, diese oft sehr energetischen Isomere hervorbringt. Hierbei bildet sich auf einem verschlungenen Weg zuerst ein symmetrischer Vorläufer, das Ion HCNH+. Trifft ein HCNH+-Ion mit einem Elektron zusammen, wird es neutralisiert und zerfällt in Bruchstücke, wobei Energie frei wird. Auf diesem Weg ist die Bildung beider Isomere möglich.

## Gewinnung und Darstellung
Isocyanwasserstoff kann aus freiem Cyanwasserstoff in Gegenwart katalytischer Mengen bestimmter Schwermetallsalze entstehen.

## Eigenschaften
Isocyanwasserstoff ist ein lineares triatomisches Molekül mit C∞v-Punktgruppensymmetrie. Es ist ein Zwitterion und ein Isomer der Cyanwasserstoffs (HCN). Isocyanwasserstoff (HNC) und HCN haben große, ähnliche Dipolmomente, mit μHNC = 3,05 Debye bzw. μHCN = 2,98 Debye.